# Sharon Tate
Sharon Marie Tate (Dallas, Texas, 1943. január 24. – Los Angeles, Kalifornia, 1969. augusztus 9.) amerikai modell és színésznő.
Az 1960-as évek legígéretesebb fiatal színésznői közé tartozott. 1968-ban feleségül ment Roman Polański lengyel származású filmrendezőhöz. Ugyanezen esztendő végén teherbe esett. A következő évben még filmszerepet vállalt Olaszországban, majd visszatért az Egyesült Államokba, hogy hazájában szülje meg a gyermekét.
Nyolc és fél hónapos terhes volt, amikor négy másik személlyel együtt a Charles Manson vezette Manson család nevű szekta különösen brutális módon meggyilkolta az otthonában. Édesanyja, Doris Tate és testvérei, Patti és Debra évtizedeken át mindent megtettek annak érdekében, hogy Sharon gyilkosai soha ne kerüljenek szabadlábra, és az áldozatok jogainak élharcosai lettek.

## Életpályája

### Útja a színészi pályára
Sharon már hat hónapos korában szépségversenyt nyert („Miss Tiny Tot of Dallas Pageant”), szülei mégsem szánták szórakoztatóipari pályára. Édesapja, Paul Tate az Egyesült Államok hadseregének tisztje volt. Szolgálati ideje alatt többször áthelyezték, a család pedig mindig vele költözött az új állomáshelyre. 16 éves koráig Sharon 6 amerikai városban élt hosszabb-rövidebb ideig. Alameda városának középiskolájában a későbbi rocklegendával, Jim Morrisonnal járt egy osztályba. A költözések miatt Sharonnak nem igazán volt ideje arra, hogy tartós barátságokat építsen ki. Emiatt szégyenlős és gátlásos lett, ám sokan azt hitték, csupán tartózkodó. Sharon gyönyörű kamaszlánnyá serdült, akinek szépséget többen elismerő szavakkal illették. Ez bátorságot adott neki ahhoz, hogy 1959-ben benevezzen egy szépségversenyre, amelyet meg is nyert. A tanulásról sem feledkezett el, a pszichiátria iránt érdeklődött. 1960-ban részt szeretett volna venni a Miss Washington szépségversenyen is. Erre azonban nem került sor, mert Paul Tate-et Olaszországba helyezték át, a családja pedig vele ment.
Veronában Sharonból afféle helyi híresség vált, miután egy fürdőruhás fotója megjelent a Stars and Stripes című katonai folyóirat címlapján. A helyi amerikai iskolában sikerült összebarátkoznia az osztálytársaival, akik lényegében ugyanabban a helyzetben voltak, mint ő: távol éltek az otthonuktól katona édesapjuk miatt. Új barátaival együtt a filmezés iránt kezdett érdeklődni. Statisztának jelentkeztek az Adventures of a Young Man című filmhez, amely Paul Newman, Susan Strasberg és Richard Beymer főszereplésével készült. Beymer felfigyelt a fiatal szépségre a statiszták között, és randevúra hívta. Azt mondta Sharonnak, hogy érdemes lenne komolyan foglalkoznia a színészettel, mert szép karriert futhatna be. Még ugyanabban az évben, 1961-ben Tate a népszerű énekessel, Pat Boone-nal (Speedy Gonzales) lépett fel egy televíziós műsorban, melyet Velencében rögzítettek. Ezenkívül újabb statisztaszerepet vállalt, ezúttal Richard Fleischer Barabás (1961) című szuperprodukciójában, melyben Anthony Quinn és Silvana Mangano játszották a főszerepeket. E parányi szereplésre egy másik ismert színész, Jack Palance figyelt fel. A férfi próbafelvételt szervezett Sharon számára Rómában, de a dolognak nem lett komoly folytatása. A lány – szülei nélkül – visszautazott az Egyesült Államokba. Arra hivatkozott, hogy félbeszakadt tanulmányait szeretné folytatni, valójában azonban megpróbált filmes munkát találni magának. Édesanyja, Doris annyira aggódott lánya biztonságáért, hogy ideg-összeroppanást kapott, ezért Sharon visszatért Olaszországba.
1962-ben a Tate család hazautazott. Sharon első útja Los Angelesbe vezetett, ahol találkozott Richard Beymer ügynökével, Harold Gefskyvel. A férfi elvállalta Tate képviseletét, és igyekezett munkát találni új védencének. 1963-ban bemutatta Martin Ransohoffnak, a Filmways Inc. igazgatójának, aki hétéves szerződést kötött a fiatal szépséggel. Ransohoff eredetileg főszerepet szánt neki a Petticoat Junction című sorozatban, de aztán úgy döntött, Tate még túl tapasztalatlan ahhoz, hogy főszerepet játsszon, ezért kisebb szerepekben foglalkoztatta. Sharon olyan, akkoriban népszerű tévésorozatokban tűnt fel, mint a Mister Ed és a The Beverly Hillbillies. Ebben az időszakban találkozott Philippe Forquet francia színésszel, akivel viszonyt kezdett. A kapcsolat azonban viharosnak bizonyult, sok veszekedéssel. Akkor lett vége, amikor egy heves összetűzést követően Sharon kórházba került a sérülései miatt. 1964-ben megismerkedett Jay Sebring extengerésszel, aki akkoriban Hollywood legdivatosabb fodrászának számított, ügyfelei a filmváros legnagyobb hírességei voltak. Forquet-val való zaklatott viszonya után Sharon számára valóságos gyógyírt jelentett Sebring kedvessége, ám a férfi házassági ajánlatát mégis visszautasította. Tate ugyanis úgy vélte, a házassággal fel kéne adnia színésznői ambícióit, melyek akkor még nagyon fontosak voltak számára.

### Filmkarrierje

#### Az ördög szeme
Sam Peckinpah 1964-ben kezdte forgatni Steve McQueen főszereplésével A Cincinnati kölyök című filmjét, melynek női főszerepére Tate-tel is készítettek próbafelvételt. Ennek alapján Ransohoff és Peckinpah egyetértek abban, hogy Sharon még túl bizonytalan és tapasztalatlan egy ekkora szerepre, ezért Tuesday Weldet szerződtették a filmhez. Tate továbbra is csak kisebb feladatokat kapott a televízióban. Sikertelenül pályázott Liesl szerepére is A muzsika hangja (1965) című filmben. Ransohoff persze tudta, hogy védence sosem fog elég tapasztalatra szert tenni, ha nem juttatja lehetőségekhez a filmvásznon is, ezért Az ördög szeme (1966) című produkciójában már nagyobb feladatot bízott rá David Niven, Deborah Kerr, Donald Pleasence és David Hemmings partnereként. Sharon és Jay Sebring Londonba utaztak a forgatásra. Ransohoff Tate népszerűsítésére a játékfilmmel párhuzamosan egy dokumentumfilmet is készíttetett All Eyes on Sharon Tate címmel, melyet Az ördög szemével párhuzamosan kívánt megjelentetni. J. Lee Thompson, Az ördög szeme rendezője azt nyilatkozta, hogy eleinte komoly kételyei voltak arra vonatkozóan, hogy a színésznő meg tud-e birkózni a szereppel, de később úgy gondolta, hogy Tate rendkívül izgalmas személyiség.
A filmben Sharon egy Odile nevű boszorkányt játszott, aki egy földbirtokos (Niven) és felesége (Kerr) fölé is kiterjeszti titokzatos hatalmát. Noha nem volt túl sok szövege, mindkét jeles partnere elismerően nyilatkozott róla: David Niven egyenesen „nagy felfedezés”-nek nevezte, Deborah Kerr szerint pedig kellő szerencsével nagy karriert tudna befutni. Tate az interjúiban szerencsésnek mondta magát, hogy első jelentős filmjében ilyen nagyszerű és segítőkész partnerei voltak. Mint mondta, már abból nagyon sokat tanult, ahogy Kerr játékát figyelte forgatás közben. Mivel a film bizonyos jeleneteit Franciaországban vették fel, Sebring visszatért az Egyesült Államokba, hogy üzleti ügyeivel foglalkozzon. Sharon Londonban maradt, ahol belevetette magát az éjszakai életbe. Az éjszakai mulatóhelyek egyikében találkozott Roman Polańskival, ám egyáltalán nem voltak elragadtatva egymástól.

#### Vámpírok bálja
Polański akkoriban új filmre készült, melynek Martin Ransohoff volt az egyik producere. A Vámpírok bálja (1967) női főszerepére a későbbi Bond-girlt, a vörös hajú Jill St. Johnt képzelte el. Ransohoff azonban Tate-nek szerette volna adni a szerepet, egy Sarah nevű lány figuráját. Polański próbafelvételt készített a színésznővel, akit megfelelőnek talált Sarah eljátszására. Sharonnak vörös parókát kellett viselnie, mivel szőke haja volt. A filmet Olaszországban forgatták, ahol Tate olasz nyelvismerete hasznosnak bizonyult. A maximalista rendezőnek eleinte nem volt túl sok türelme a tapasztalatlan színésznőhöz. A filmben egyébként a férfi főszerepet maga Polański játszotta, aki a cselekmény szerint romantikus kapcsolatba kerül a Sharon által megformált Sarah-val. A forgatás előrehaladtával a filmbeli románc valósággá változott, a szerelmes rendező egyre elégedettebb lett színésznőjével, akinek ez önbizalmat adott, ami sokat javított színészi játékán. Roman és Sharon viszonyt kezdtek. Londonba visszatérve a színésznő Polańskihoz költözött. A fejlemények érthető módon nem voltak ínyére Jay Sebringnek, aki a brit fővárosba utazott, hogy tisztázza a helyzetet. Polańskival is találkozni akart. Az indulatos hajszobrász végül nem állt az újdonsült pár boldogságának útjába, sőt összebarátkozott a rendezővel, és megmaradt Tate egyik bizalmas barátjának. Polański később azt mondta, Sebring zárkózott és magányos férfi volt, rá és Sharonra úgy tekintett, mint a családjára.

#### Újabb lehetőségek
Sharon hazautazott az Egyesült Államokba, ahol újabb filmszerep várta. Polański Londonban maradt. A Ne verj hullámokat! (1967) című filmben a magyar származású Tony Curtis és az olasz Claudia Cardinale játszották a főszerepeket. Sharon egy Malibu nevű szereplőt keltett életre, akinek alakját a népszerű Malibu Barbie-baba ihlette. Alexander Mackendrick rendezése a tengerparti „strandfilmek” népszerűségét kívánta meglovagolni, zenéjét pedig olyan aktuális sztárok készítették, mint például a Beach Boys és Jan and Dean. Sharon a filmben jószerivel csak bikiniben látható, az MGM pedig úgy reklámozta a szerepét, mint „Malibu, a szörf királynője”. Tate azonban szarkasztikus megjegyzéseket tett a figurával kapcsolatban, mert Malibu eljátszása jót tett ugyan a népszerűségének, ám mégsem volt igazán komoly színésznői feladat. A produkciót elsősorban Sharon szexis fotóival és kartonból készített életnagyságú figuráival reklámozták. A kritikák nem voltak túl kedvezőek, a fogadtatás a közönség részéről sem volt mindent elsöprő, ám az évek múlásával – elsősorban Tate tragédiája miatt – a Ne verj hullámokat! is népszerű film lett.
Időközben Polański is visszatért az Egyesült Államokba, ahol szerződést írt alá a Paramount Picturesszel Ira Levin bestsellerje, a Rosemary gyermeke (1968) megfilmesítésére. Szerette volna, ha Sharon játszaná Rosemaryt, de etikátlannak tartotta, hogy kedvesét ő javasolja a szerepre. A producerek azonban nem olvastak a gondolataiban, ezért Mia Farrow-t ajánlották, aki egyébként Tate jó barátnője volt. Sharon ötletekkel segítette a filmet, például ahhoz a jelenethez is voltak javaslatai, melyben Rosemary különös körülmények között teherbe esik. Végül egy parányi szerepet is játszott a filmben: ő az egyik vendég Rosemary partiján. Az Esquire magazin fotósa számos fényképet készített róla a forgatáson, és ezek a publikált képek megfelelő reklámot biztosítottak mind a színésznőnek, mind a készülő filmnek.
1967 márciusában a Playboy magazin cikket írt a színésznőről ezzel a bevezetővel: „1967 Sharon Tate éve lesz…” Az írást néhány aktfotó illusztrálta, melyeket maga Polański készített a Vámpírok bálja forgatásán. Sharon rendkívül bizakodóan tekintett 1967 elé: bemutató előtt állt Az ördög szeme és a Vámpírok bálja, és máris újabb szerződést kapott, ezúttal főszerepre. A Babák völgye (1967) minden idők egyik legsikeresebb irodalmi bestsellerje volt az Egyesült Államokban. Még el sem kezdődött a forgatás, a tervezett film máris óriási nyilvánosságot kapott. Sharon elismerte, hogy egy ilyen nagy érdeklődés mellett készülő alkotás határozottan előremozdíthatja a karrierjét, ugyanakkor állítólag bizalmasan bevallotta Polańskinak, hogy se a könyv, se a forgatókönyv nem tetszett neki különösebben. Tate egy feltörekvő színésznő, Jennifer North szerepét játszotta. A további szerepeket Patty Duke, Barbara Parkins és Judy Garland kapták. A labilis idegállapotú Garland akkoriban már megbízhatatlan színésznőnek számított, néhány héttel később le is cserélték Susan Haywardra. Mark Robson rendező meglehetősen szigorúan bánt a főszereplőkkel, különösen Tate-tel. Patty Duke visszaemlékezései szerint Robson úgy beszélt Sharonnal, mintha a színésznő gyengeelméjű lenne, és ez a bánásmód nagyon érzékenyen érintette Tate-et. Robson ugyanakkor állítólag azt mondta Polańskinak, hogy „egy nagyszerű lánnyal élsz együtt. Kevés színésznő ennyire sebezhető. Nagy jövő áll előtte.” A forgatás közben adott interjúiban Sharon elismerte, hogy számos hasonlóság van saját életútja és az általa játszott Jennifer North élete között. Mindketten ambiciózus színésznők, akiknek azonban főleg a szépségüket méltatják, nem a tehetségüket. A nyilatkozat eredményeként a Look magazin egy rosszindulatú cikket közölt a három főszereplőről, az írásban pedig Tate-et úgy emlegették, mint egy „reménytelenül ostoba és hiú csillagocská”-t. A támadások hatására a három színésznő között barátság szövődött, amely a forgatás befejezésével sem ért véget. Tate véleménye a filmről időközben pozitívan változott, és elismerését fejezte ki egyik nagyszerű partnernőjének, Lee Grantnek is, akivel több közös jelenete volt.

#### Csalódások
Egy újságinterjúban Tate azt nyilatkozta, hogy nincsenek kifogásai a meztelen jelenetek ellen, amennyiben a meztelenség nem öncélú egy filmben. Értetlenségét fejezte ki amiatt, hogy az emberek számára teljesen természetes azt látni a filmekben, hogy az egyik ember megöli a másikat, ám felháborodnak, ha két ember szerelmének intimebb pillanatait látják a képernyőn vagy a filmvásznon. A Vámpírok bálja végül erősen vágott változatban került forgalomba, ami Polańskit teljesen megdöbbentette. Szerinte Ransohoff „mészáros”-ként bánt el a filmmel vágás közben. Tate alakításának nem volt különösebb visszhangja, és ha szóba került a kritikákban, inkább csak a meztelen jelenetet említették. (Ebben Tate egy dézsában fürdik, amikor a vámpír rajtaüt, és magával hurcolja. A habfürdőben a vámpír karjai között meztelenül vergődő színésznő inkább csak sejteti, semmint mutatja a meztelenséget, bár akkoriban ez is merészségnek számított egy hollywoodi filmben.) Az ördög szeme nem sokkal később került a mozikba, ám fogadtatása ugyancsak ellentmondásos volt. Tate játékával már több kritika foglalkozott, ám többségük úgy találta, hogy Sharon ugyan valóban gyönyörű a filmben, ám alakítása nem igazán magával ragadó.
Ahogy Ransohoff eredetileg eltervezte, Az ördög szeme népszerűsítésére bemutatták az All Eyes on Sharon Tate című dokumentumfilmet. A 14 perces alkotásban Sharon látható a játékfilm forgatásán, városnézés közben, illetve egy éjszakai klubban. Természetesen interjú is volt vele. Ebben a színészi pályával kapcsolatos elképzeléseiről beszélt. Elmondása szerint nem tudná elképzelni magát egy Shakespeare-darabban. Érdeklődést mutatott viszont a vígjátékok iránt, amelyekben Carole Lombardot tekintette példaképének. Kortársai közül elsősorban Faye Dunaway és Catherine Deneuve hatottak rá. (Érdekesség, hogy Polański mindkét színésznővel dolgozott: Deneuve-vel az 1965-ös Iszonyatban, Dunawayjel pedig az 1974-es Kínai negyed című filmben.) Mint mondotta, szívesen lenne az „amerikai Catherine Deneuve”, hiszen a francia kollegina fiatal kora ellenére remek szerepeket kapott már addig is.
A Babák völgye fogadtatása szintén kedvezőtlen volt. Alapvetően a negatív kritikák domináltak, s noha némelyik kritikus igyekezett árnyaltabban értékelni, kiemelni a pozitívumokat is, az összkép azonban ezekben az írásokban is inkább elmarasztalónak volt mondható. Ezek után némileg meglepő, hogy néhány hónappal később Tate-et az alakításáért a legígéretesebb fiatal színésznőnek járó Golden Globe-díjra nevezték. Egyik vetélytársa épp Faye Dunaway volt a Vihar Délen (1967) és a Bonnie és Clyde (1967) című filmekben nyújtott alakításaiért, ám végül a Diploma előtt fiatal hősnője, Katharine Ross vehette át a díjat.

#### Házassága
1967 vége felé Tate és Polański Londonba mentek, ahol állandó szereplői lettek a médiának. Sharonról a modern nő egyik megtestesítőjeként írtak, aki szerint házasság előtt a pároknak együtt kellene élniük. 1968. január 20-án  Polański és Tate nagy nyilvánosság mellett házasságot kötöttek Chelsea-ben. Peter Evans fotós szerint ők voltak a tökéletesen össze nem illő pár, korunk Douglas Fairbankse és Mary Pickfordja. Sharon teljesen hagyományos házasságot képzelt el, Polańskinak azonban nem a hűség volt a legjellemzőbb tulajdonsága. Emlékeztette feleségét arra az ígéretére, hogy soha nem próbálja megváltoztatni őt. Tate elfogadta a férfi feltételeit, noha barátaival bizalmasan azt közölte, reméli, hogy Roman meg fog változni. Peter Evans szerint Sharon egyszer azt mondta: „Van egy remek megállapodás közöttünk. Roman hazudik nekem, én meg úgy teszek, mintha hinnék neki.”
Polański szorgalmazta, hogy Tate fejezze be az együttműködést Ransohoff-fal. Sharon számára egyre kevésbé volt fontos a karrier, lényegesebb lett az, hogy jó feleség legyen. Polański nem titkolta, hogy ő nem egy háziasszonyt szeretne maga mellett tudni feleségként, hanem egy hippit. (A „virággyerekek” akkoriban egyre népszerűbbek voltak, a szeretetet és szerelmet hirdető hippimozgalom a társadalom szinte minden rétegében követőkre talált.) A fiatal házasok Los Angelesbe helyezték át a székhelyüket. Hamarosan a társasági élet középpontjába kerültek, olyan hírességek voltak a barátaik, mint Steve McQueen, Warren Beatty, Mia Farrow, Peter Sellers, Jacqueline Bisset, Leslie Caron, Joan Collins, Joanna Pettet, Laurence Harvey, Peter Fonda és Jane Fonda, az idősebb korosztályból Henry Fonda, Kirk Douglas, Yul Brynner és Danny Kaye, a zenészek közül pedig Jim Morrison, a Mamas and the Papas, valamint Terry Melcher lemezproducer és soros barátnője, Candice Bergen színésznő. Egyik legjobb barátjuk maradt Sharon korábbi kedvese, Jay Sebring is. Társaságukhoz tartozott még Polański gyerekkori barátja Lengyelországból, Woyciech (Woytek) Frykowski és barátnője, Abigail Folger, egy kávébirodalom jövendőbeli örökösnője. A Polański-ház szinte mindig tele volt idegenekkel, ám ez Sharont nem zavarta, úgy gondolta, mindez új életformájuk szerves része.

#### Újabb filmek
Sharon következő filmje a Bontóbrigád volt. A vígjátékban Freya Carlson kémnőt játszotta, aki romantikus kapcsolatba kerül a Dean Martin által megformált Matt Helmmel. A színésznő a veszélyes jelenetekben sem tartott igényt kaszkadőrre: a mutatványokra a legendás Bruce Lee készítette fel. A Bontóbrigád egyértelmű siker volt, immár Sharon játékáról is elismerően írtak. A sikernek köszönhetően Dean Martin folytatást tervezett, amelyben Tate is visszatért volna. Noha nem kapta meg a Golden Globe-ot, és a Golden Laurel-díj átadóján is csupán a negyedik hellyel kellett beérnie, a jegyeladási statisztikák szerint akkoriban Lynn Redgrave mellett ő volt a legsikeresebb fiatal színésznő. Karrierje hirtelen beindult, következő filmszerepéért már 150 ezer dollárt ajánlottak neki.
1968 vége felé Sharon teherbe esett. A következő év februárjában férjével együtt a Los Angeles-i Benedict Canyonba költözött, a Cielo Drive 10050 szám alá. Korábban itt laktak barátaik, Terry Melcher és Candice Bergen. Sharon és Roman gyakran jártak náluk. Tate el volt ragadtatva az épülettől, melyet a „szerelem házá”-nak nevezett. Mivel a Bontóbrigád nagy sikert hozott neki, Sharon következő filmjének ismét egy vígjátékot választott. A magyar származású Nicolas Gessner rendezésében készült film egyik vonzereje a színésznő számára az volt, hogy Orson Welles partnere  lehetett. 1969 márciusában Tate Olaszországba utazott a 12+1 forgatására. Polański London felé vette az irányt, A delfin napja című új filmjének előkészítése érdekében. A 12+1 befejezését követően Sharon a férje után utazott a brit fővárosba. Terry O’Neill sztárfotós kitűnő fotósorozatot készített az állapotos színésznőről, a képek pedig a brit Queen című magazinban jelentek meg. 1969. július 20-án Sharon visszatért Los Angelesbe. Úgy tervezték, hogy a szülésre Polański is hazamegy, aki még dolgozott az új filmjén. Augusztus 12-re tervezte az érkezését. Hogy felesége addig se legyen egyedül, Roman megkérte Frykowskit és Folgert, hogy az ő érkezéséig költözzenek a villába, és vigyázzanak az állapotos Sharonra.
1969. augusztus 8-án Sharont már csak két hét választotta el a szüléstől. Mind türelmetlenebbül várta haza a férjét Londonból. Polański délután telefonált. Mivel péntek volt, hétfőre jelezte az érkezését. Tate színésznő barátai, Joanna Pettet és Barbara Lewis társaságában otthon ebédelt. Húga, Debra is felhívta őt. Felajánlotta, hogy másik nővérével, Pattivel együtt átmennek Sharonhoz, ám a színésznő fáradt volt, és elutasította az ajánlatot. Este Sebring, Frykowski és Folger társaságában kedvenc éttermébe, az El Coyote-ba ment vacsorázni. A társaság fél 11 tájban érkezett vissza a Cielo Drive 10050-be.

### Helter-Skelter

#### A gyilkosságok
Hónapokkal később tudta meg a világ, mi is történt valójában az 1969. augusztus 8-ról 9-re virradó éjjel a Tate-villában. A gyilkosok éjféltájban érkeztek a házhoz. Hárman voltak (Susan Atkins, Patricia Krenwinkel és Charles „Tex” Watson), mindnyájan Charles Manson hippivezér feltétlen hívei, akik vezetőjük parancsára jöttek a Benedict Canyonba, hogy megöljenek mindenkit, akit a villában találnak. A negyedik, Linda Kasabian volt a sofőr, mivel csak neki volt jogosítványa. Kasabian a gyilkosságokban nem vett részt, bár némelyiknek a szemtanúja volt, ezért lehetett később a vád koronatanúja. Első lépésként Tex elvágta a telefonvezetéket, majd a fiatalok átmásztak a kerítésen. A sötétbe ekkor egy gépkocsi fényszórója hasított bele. Az autóban a 18 éves Steven Earl Parent (1951–1969) ült, aki látogatóban volt barátjánál, a Polański-villa gondnokánál, William Garretsonnál. A kocsi megállt a kerítésnél, Parent kinyújtotta a kezét, hogy megnyomja a kapunyitó gombot. Ekkor megjelent Tex, egyik kezében egy revolverrel, másikban egy késsel. Parent az életéért könyörgött, megígérte, hogy semmit nem fog elmondani abból, amit látott. Védekezésül egyik karját az arca elé emelte. Tex a csuklójánál megsebezte a késsel, ezután négyszer a fiúba lőtt, majd összevissza szurkálta. A gyilkosok ezután a ház felé vették az irányt, ahová a hátsó bejáraton keresztül jutottak be.
A nappaliban találták Woytek Frykowskit (1936–1969), aki egy heverőn aludt. Tex parancsára Susan Atkins összekötözte a férfi kezeit egy törölközővel. Ezután a nappaliba terelték Abigail Folgert (1943–1969), valamint Sharon Tate-et és Jay Sebringet (1933–1969) is, akik addig mit sem sejtve a színésznő hálószobájában beszélgettek. Mindenkit arra kényszerítettek, hogy feküdjenek hasra a földön. Sebring nyaka köré egy kötelet kötöttek, melyet átvetettek a mennyezeti gerenda fölött, és a másik végét Sharon nyakára csomózták. Sebring arra kérte a támadókat, hogy bánjanak kíméletesen az állapotos színésznővel. Válaszul Tex közvetlen közelről Jaybe lőtt, majd a fegyver agyával gyakorlatilag szétverte a férfi fejét. Sebring elvérzett. Frykowski és Folger közben kiszabadultak. Frykowski rátámadt Susan Atkinsre, aki négyszer a férfi lábába szúrt, és Tex után kiabált. Tex többször fejbevágta Woyteket a fegyver agyával. Frykowskinak sikerült valahogy kiszabadulnia, és a kertben segítségért kiabálva próbált elmenekülni a tettesek elől. Tex utolérte, kétszer rálőtt, majd a késével összevissza szurkálta. Abigail Folger közben Patricia Krenwinkellel kezdett tusakodni. A fiatal hippilány többször Folgerbe szúrta a kését, ám Abigailnek mégis sikerült valahogy kijutnia a kertbe. Krenwinkel felemelt késsel ment utána. A gyepre lökte az áldozatot, és az erősítésként érkező Tex közreműködésével számtalanszor beleszúrt. Abigail feladta az ellenállást, utolsó erejével azt mondta a gyilkosainak, hogy nem védekezik tovább, végezzenek vele minél előbb.
Bent a villában Sharon valószínűleg sokkos állapotba került, miután végig kellett néznie korábbi szerelme, Sebring brutális meggyilkolását, és alighanem hallotta barátai halálsikolyait is a kertből. A színésznő könyörögni kezdett támadóinak. Pénzt ajánlott számukra, és azt kérte tőlük, ne öljék meg őt, engedjék megszülni a gyermekét. Susan Atkins ekkor ezt mondta neki: „Look, bitch, I have no mercy for you. You're going to die and you'd better get used to it.” (Ide figyelj, te kurva, nincs kegyelem számodra. Meg fogsz halni, és a legjobb, ha beletörődsz ebbe.) Ezután Atkins és Tex a késeiket többször Sharonba döfték, aki utolsó szavaival édesanyját szólongatta. A későbbi halottkémi vizsgálatok szerint 16 szúrás érte a színésznőt, ebből 5 halálos volt. Atkins a mészárlás után Tate vérébe mártott egy törülközőt, és a „Pig” (Disznó) szót mázolta vele a bejárati ajtóra. A nyomozás során derült ki, hogy a gyilkosok még véresebb bűncselekményt akartak volna végrehajtani. Susan Atkins hónapok múlva azt vallotta, ki akarták vágni a magzatot az anyja hasából. A bűntény felfedezése után az orvosok megkísérelték megmenteni a meg nem született gyermeket, ám a szúrások következtében a magzat menthetetlen volt. A gyerek posztumusz a Paul Richard Polański nevet kapta: anyjával együtt helyezték örök nyugalomra a Holy Cross temetőben. Tate és Sebring temetésére néhány óra különbséggel került sor, hogy a gyászolók mindkét eseményen részt tudjanak venni.
A gyilkosságot másnap reggel fedezte fel Winifred Chapman, a színes bőrű bejárónő. Chapman asszony meglepődve vette észre, hogy a bejárati oszlopról elvágott kábelvég lóg. A kertben egy furcsán parkoló autót is látott. A személyzeti bejárón át ment be a házba. Telefonálni próbált, de a készülék süket volt. Keresztülment az ebédlőn a nappali felé, az átjáróban viszont két véres koffert vett észre. Vér volt a padlón, a földre dobott kéztörlőkön, a falakon. A nyitva hagyott főbejáraton át a kertbe lehetett látni: a gyepen egy holttest hevert. Chapman asszony sikoltozva kirohant a házból, és közvetlenül a parkoló autó mellett haladt el, amelyben újabb holttestet látott. A szomszédok hívták ki a rendőrséget. 9 óra tájban érkezett meg az első járőrkocsi. A tragédia híre gyorsan elterjedt, egymás után érkeztek a rendőrautók, majd az újságírók és tévériporterek.

#### A nyomozás
A nyomozás elképesztő rendőri baklövések kíséretében zajlott, nem is csoda, hogy hetekig semmilyen eredményt nem értek el. Tulajdonképpen a véletlennek köszönhetően kerültek rendőrkézre a tettesek. A helyszínelő rendőrök amatőr módon jártak el, cipőjük talpán széthordták a házban a vérnyomokat, a fegyver agyából származó fadarabkákat eredeti helyükről elrugdosták, sőt az egyik rendőr idő előtt letörölte a kapunyitó gombon talált véres ujjlenyomatot, állítása szerint azért, hogy kijusson az épületből! A nyombiztosító később azt vallotta, hogy annyira lehangoló volt ez a szakszerűtlenségre valló eljárás, hogy végül nem is vett mintát mindegyik vértócsából. Mindez megnehezítette annak rekonstruálását, hogy az áldozatok hogyan mozogtak a házban a támadás után, milyen sorrendben történtek a gyilkosságok. (Ráadásul később a tettesek egymásnak ellentmondó vallomásokat tettek.) Őrizetbe vették a villa gondnokát, a fiatal William Garretsont, gondolván, hogy ennyi hulla között csak a helyszínen talált élő ember lehet a tettes. Valóban hihetetlenül hangzott, de a bűntény idején a gondnoki épületben tartózkodó Garretson azt állította, semmit nem hallott a lövésekből és az áldozatok sikolyaiból. A szomszédok később azt vallották, hallottak lövéseket, sőt volt, aki sikolyokat is, ám a Benedict Canyon sajátos elhelyezkedése miatt úgy vélték, megtévesztő visszhangot, egy késő esti tévékrimi hangjait hallották. Garretsonról néhány nap alatt kiderült, hogy ártatlan, szabadon kellett engedni.
A következő éjszaka újabb brutális gyilkosság történt: az áldozatok Leno LaBianca (1925–1969) szupermarket-tulajdonos és második felesége, Rosemary (1930–1969) voltak. Az áldozatok testét több erős ütés és szúrás érte, vérrel mázolt szavak (Death to Pigs!; Helter-Skelter; Rise) voltak a falakon. A két, egymást követő éjszaka elkövetett brutális mészárlás között nyilvánvaló volt a hasonlóság (különös kegyetlenség, szúróeszköz és fegyver együttes használata, véres feliratok), ennek ellenére külön ügyként kezelték őket, külön nyomozócsoport foglalkozott velük, akik egymással is rivalizáltak, nem volt közöttük információcsere. A szokatlan eljárás magyarázata az volt, hogy a Polański-villában néhány gramm kábítószert találtak, ezért az ügyet azzal hozták összefüggésbe, a LaBianca-házban viszont nem volt kábítószer, ezért azt az ügyet „szokásos” bűncselekményként kezelték. Noha a Polański-villában használt gyilkos fegyvert egy gyerek megtalálta a házuk kertjébe dobva, az apja pedig beszolgáltatta azt a rendőrségen, a pisztoly sokáig mégsem jutott el a nyomozókhoz. A fegyver körözéséről szóló rendőrségi körlevél ugyanis adminisztrációs hiba folytán pont arra a rendőrőrsre nem érkezett meg, ahová a pisztolyt leadták. A lelkiismeretes apa azonban a tévében közzétett felhívások hatására biztos lett abban, hogy a gyilkos fegyvert adta le, és reklamálásának köszönhetően a pisztoly végül a nyomozókhoz került. A helyszínen talált fadarabkák pontosan illettek a talált fegyver markolatába.
A LaBianca-ügy nyomozói fedezték fel az összefüggést a falakra mázolt véres feliratok és a The Beatles akkori utolsó nagylemeze, a The White Album között. Ezen a lemezen szerepel a Helter-Skelter című dal (a tettesek hibás helyesírással „Healter-Skelter”-t mázoltak a falra), a Piggies című szerzemény, valamint a Revolution No. 9 című felvétel, amelynek hangmontázsában (a későbbi vallomás ezt állította) géppisztolyropogás mellett egy férfihang azt ismételgette, hogy „Rise” (Keljetek fel!). A sötétben tapogatózó nyomozás eredményeként Los Angelesben kitört a pánik. Az emberek bezárkóztak az otthonaikba, ugrásszerűen megnőtt a fegyverek, a biztonsági berendezések és az idomított házőrző kutyák eladásának száma. Hivatalos magyarázat híján a leghajmeresztőbb pletykák keltek szárnyra. Ezek egyike volt, hogy valójában a gyászoló férj, Roman Polański rendelte meg a gyilkosságot, hogy végezzen feleségével és annak volt szeretőjével. Mások szerint a lengyel titkosszolgálat bosszújáról van szó, az igazi célpont Frykowski volt, a többiek csak azért haltak meg, mert éppen jelen voltak. A „jól értesültek” szerint a villában mindennaposak voltak a kábítószeres orgiák, Sharon Tate sátánista szeánszok kulcsfigurája volt. E teória terjesztői Polański utolsó filmjére, a Rosemary gyermekére hivatkoztak, melynek állapotos hősnője sátánista összeesküvés áldozata lett. A szenzációhajhász média úgy állította be a mészárlás áldozatait, mint akik hivalkodó, laza erkölcsű életmódjukkal valósággal kiprovokálták borzalmas halálukat. Fényképekkel akarták igazolni Tate részvételét a sátánista rítusokon, ám később kiderült, hogy Az ördög szeme forgatásán készült fotókat manipulálták. Polański arra gyanakodott, valamiféle bosszúállás történt. A rendezőt a Life magazin lefényképezte a gyilkosság helyszínén, a nappaliban, ahol felesége megszáradt vére volt a padlón, valamint a bejárati ajtó mellett, melyre Sharon vérével a „Pig” szót mázolták. A rendező azt mondta, ezekkel a fotókkal szerette volna felrázni az embereket, remélve, hogy valaki értékelhető információval áll elő. Ugyanakkor sajtótájékoztatót tartott, ahol könnyeivel küszködve kérte az újságírókat, hogy tanúsítsanak önmérsékletet, és tartsák tiszteletben felesége és barátai emlékét.
A tettesek Mansonnal egyetemben tulajdonképpen egy másik, jelentéktelen ügy miatt jutottak rendőrkézre. Susan Atkins a börtönben a gyilkosságokkal hencegett a cellatársnőjének, aki az információkat elborzadva adta tovább a börtönséta során egy másik barátnőjének, egy őrizetbe vett prostituáltnak. Ez a nő (Ronnie Howard) végül nagy nehézségek árán érintkezésbe tudott lépni a rendőrséggel. A bűnügy bizonyítása azonban igen körülményesnek tűnt, hiszen hiányzott az indíték, és senki nem volt hajlandó Manson ellen vallani. Az ügyész jobb meggyőződése ellenére az egyik gyilkosnak, Susan Atkinsnek ajánlott vádalkut, amennyiben hajlandó Manson ellen vallani. Szerencsére előkerült Linda Kasabian, akit nehezen ugyan, de sikerült rábírni a tanúskodásra, ezért Atkins is a vádlottak padjára kerülhetett. A nyomozás végül feltárta az indítékokat is. Mansonnak a Beatles volt a példaképe, a férfi zenészkarrierről álmodott, ezért szoros kapcsolatot ápolt a Polański-villa korábbi lakójával, Terry Melcherrel. A lemezproducer állítólag élvezte a Manson barátságából származó előnyöket (kábítószer, mindenre kapható lányok), ám végül megtagadta Manson lemezének kiadását, és megszakította vele a kapcsolatot. A hippivezér hiába próbált vele újra érintkezésbe lépni. Többször elment a villába, egy ízben Sharon Tate-tel is találkozott, aki a nappaliból kitekintve észrevette a kertben ácsorgó, gyanús külsejű férfit. Sharon éppen jelen lévő fotós barátja, Shahrokh Hatami vonta kérdőre a Mansont, hogy kit keres. A ház lakóit kevésbé ismerő Hatami azt gondolta, hogy a férfi által keresett személyek talán az épület mögötti gondnoki házban tartózkodnak, ezért azt válaszolta Mansonnak: „Take the back alley”. Hatami a gondnoki épülethez vezető hátsó ösvényre gondolt, ám a „back alley” az angolban a szemét összegyűjtésére szolgáló hátsó utcát is jelenti. Manson megsértődött a szóhasználaton, ami tovább táplálta gyilkos indulatait a Cielo Drive 10050 lakói iránt. Engesztelhetetlen gyűlöletet érzett a szórakoztatóipar képviselői ellen, akiknek sikerült karriert elérniük, amire ő hiába vágyakozott. Zavaros ideológiájának része volt egy óriási felkelés terve, a „nagy összevisszaság” (helter-skelter), amelynek során a feketék lemészárolják a gazdag fehéreket, mire a fehérek végeznek a feketékkel, aztán színre lépnek Mansonék, és átveszik az irányítást. A gyilkosságok célja az volt, hogy ezt az összevisszaságot kirobbantsák. A peres eljárás során Mansont és társait ugyan bűnösnek találta a bíróság, ám mire a halálos ítélet végrehajtására sor kerülhetett volna, Kalifornia államban megszüntették a kivégzéseket. A Manson-család egyik tagja, Lynette Fromme enyhébb büntetéssel megúszta: róla 1975. szeptember 2-án újra hallott a világ, amikor merényletet kísérelt meg Gerald Ford elnök ellen. 1987. december 23-án megszökött a börtönből, de 2 nap után újra elfogták.

### A bűntény utóélete
Már a Manson-per is megosztotta az amerikai társadalmat, országszerte tüntetésekre került sor a gyilkosok érdekében. Az évek múlásával Mansonból és az elkövetőkből már-már kultikus figurák váltak, és felmerült annak lehetősége is, hogy szabadlábra kerüljenek. Sharon Tate édesanyja, Doris Tate az 1980-as évek elején megdöbbenve értesült arról, hogy Leslie Van Houten (a LaBianca-gyilkosságok egyik résztvevője) szabadon bocsátására aláírás-gyűjtési kezdeményezés indult. Doris Tate ellenakcióba kezdett, 350 ezer aláírást gyűjtött a feltételes szabadlábra helyezés ellen. Az asszony az áldozatok jogaiért kezdett harcolni, és maga köré gyűjtötte azokat a szülőket is, akiknek gyermekei szintén erőszakos bűncselekmények áldozatául estek. Ő volt az első civil személy, akinek 1984-ben megengedték, hogy részt vegyen egy feltételes szabadlábra helyezést megelőző meghallgatáson. Charles „Tex” Watsonról volt szó, Sharon egyik gyilkosáról. Az asszony azt mondta Watsonnak az eljárás során: „Miféle kegyelmet tanúsított Ön a lányom iránt, amikor ő az életéért könyörgött? Milyen kegyelmet gyakorolt Ön, mikor ő azt mondta: »Legalább addig hagyjatok élni, míg megszülöm a gyermekem, és csak azután öljetek meg!«? Ő és a többi hét vagy esetleg több áldozat vajon ki tud kelni a sírjából, hogy Önnel együtt visszatérjenek az emberek közé? Magában nem lehet megbízni.”
1992-ben George H. W. Bush elnök fejezte ki elismerését Doris Tate és mozgalma iránt. Az asszony egészsége akkor már megromlott, ugyanabban az évben elhunyt. A munkát két lánya folytatta. 1993-ban megalakult a nonprofit Doris Tate Crime Victims Bureau nevű alapítvány, melynek célja, hogy az áldozatok érdekében befolyást gyakoroljon az amerikai törvényhozásra, és megakadályozza, hogy joghézagokat kihasználva veszedelmes gyilkosok kerüljenek vissza a civil társadalomba. Az 1995-ben megalakult Doris Tate Crime Victims Foundation célja már az volt, hogy konkrét támogatást nyújtson az erőszakos bűncselekmények áldozatainak, illetve azok családjának. Patti Tate 1993-ban a Geffen Records képviselőivel került szembe, mikor tiltakozott az ellen, hogy a fiatalok körében igen népszerű együttes, a Guns N’ Roses The Spaghetti Incident? című nagylemezére rákerült egy Manson-szerzemény, az együttes énekese pedig Mansont ábrázoló pólóban lépett fel. Patti tiltakozott amiatt, hogy a tájékozatlan fiatalok tömegei számára olyasvalakit állítsanak példaképül, aki gyilkosságokat követett el. Patti 2000-ben mellrákban elhunyt. Azóta Debra egyedül folytatja a harcot a gyilkosok feltételes szabadlábra helyezése ellen. Megkísérelte kiharcolni azt is, hogy Sharon csillagot kapjon a híres Hollywood Walk of Fame sétányon, ám nem járt eredménnyel.
Az édesapa, Paul Tate a gyilkosság után leszerelt. Hippinek öltözve kezdett nyomozásba, hogy lánya gyilkosainak nyomára bukkanjon, ám nem ért el eredményt. Ritkán lépett a nyilvánosság elé, de feleségével részt vett minden meghallgatási eljáráson. Beadványokat írt a hatóságoknak, melyekben elítélte a feltételes szabadlábra helyezés gyakorlatát. 2005-ben hunyt el.
Roman Polański élete legboldogabb időszakának nevezte a Sharonnal töltött éveket, ám képtelen volt megtartani bármit is, ami erre a szomorú eseményre emlékeztette. Eladta az ingatlanjait, majd Európába települt át. Meglepően véres Shakespeare-adaptációja, a Macbeth (1971) egyes elemzők szerint felesége tragédiájának nyomasztó élményét tükrözi vissza. 1979-ben készült filmjét, az Egy tiszta nőt Sharon emlékének ajánlotta. Thomas Hardy regényére még Tate hívta fel Polański figyelmét, és akkor azt tervezgették, hogy Tess szerepét Sharon fogja eljátszani. (Végül Nastassja Kinskivel készült el a film, aki ennek köszönhetően lett világsztár.) 1984-es önéletrajza, a Roman by Polanski lapjain is megpróbálta „kiírni” magából a tragédia fájdalmát. 2005-ben beperelte a Vanity Fair magazint, mert a lap azt állította, hogy Tate temetésén Polański megkísérelt elcsábítani egy nőt. A rendező mellett tanúskodott Debra Tate és Mia Farrow. A per Polański győzelmével ért véget.
A Cielo Drive 10050 alatti házat 1994-ben lebontották, és új épületet emeltek a helyére. A házat azonban nagyon sokáig még áron alul sem lehetett értékesíteni. Általánossá vált az a vélemény, hogy 1969. augusztus 8-a éjszakáján a gyilkosok valójában az addig ártalmatlan és tiszta hippimozgalmat is megölték, és a lázadó 1960-as évek egy borzalmas gyilkosságsorozattal értek véget. Tate filmjei ma már kultikus alkotásoknak számítanak: azóta természetesen a Vámpírok bálja teljes változatát is bemutatták. Az Egyesült Államokban nemcsak színésznőként emlékeznek rá, hanem az ártatlan áldozatok szimbólumát is látják benne.
Susan Atkins 2009. szeptember 24-én halt meg hosszan tartó agydaganat elleni küzdelme után a Central California Women's Facility börtön kórházi részlegén. Több, mint egytucat szabadlábra helyezési kérelmi meghallgatása volt, a legutóbbit 2009. szeptember 2-án tartották. Börtönévei alatt megtért, és megbánta bűnét. Halála pillanata előtti utolsó szava állítólag az „Ámen” volt.

## Filmjei
| Év   | Filmcím                               | Szerep                | Megjegyzések                    |
| ---- | ------------------------------------- | --------------------- | ------------------------------- |
| 1961 | Barabás                               |                       | nem szerepel a stáblistán       |
| 1962 | Hemingway's Adventures of a Young Man |                       | nem szerepel a stáblistán       |
| 1963 | The Beverly Hillbillies (sorozat)     | Janet Trego           | vendégszereplő 1963-tól 1965-ig |
| 1963 | Mister Ed (sorozat)                   | a tengerész barátnője | 2 epizódban játszott            |
| 1964 | Szerelmi partraszállás                | szép lány             | nem szerepel a stáblistán       |
| 1965 | The Man from U.N.C.L.E. (sorozat)     | terapeuta             | egy részben szerepelt           |
| 1966 | Az ördög szeme                        | Odile de Caray        |                                 |
| 1967 | Vámpírok bálja                        | Sarah Shagal          |                                 |
| 1967 | Ne verj hullámokat!                   | Malibu                |                                 |
| 1967 | Babák völgye                          | Jennifer North        |                                 |
| 1968 | Rosemary gyermeke                     | lány a partin         | nem szerepel a stáblistán       |
| 1969 | Bontóbrigád                           | Freya Carlson         |                                 |
| 1969 | 12+1                                  | Pat                   | a halála után mutatták be       |

## Jelölés

### Golden Globe-díj
- 1968 jelölés Babák völgye (legígéretesebb új színésznő)

### Laurel-díj
- 1968 jelölés Female New Face (Új női arc) kategóriában: 4. hely